# روني سايز
ريان أوين غرانغيل ويليامز (Ryan Owen Granville Williams) و يعرف أكثر باسم شهرته روني سايز (Roni size) .هو دي جي ومنتج أسطوانات بريطاني من مواليد 29 أكتوبر 1969.حاز سنة 1997 علي جائزة ميركوري .

## روابط خارجية
- روني سايز على موقع IMDb (الإنجليزية)
- روني سايز على موقع ميوزك برينز (الإنجليزية)
- روني سايز على موقع ميوزك برينز (الإنجليزية)
- روني سايز على موقع إن إن دي بي (الإنجليزية)
- روني سايز على موقع أول ميوزيك (الإنجليزية)
- روني سايز على موقع أول ميوزيك (الإنجليزية)
- روني سايز على موقع ديسكوغز (الإنجليزية)
- روني سايز على موقع ديسكوغز (الإنجليزية)